# 多絲夢角鮟鱇
多絲夢角鮟鱇，為輻鰭魚綱鮟鱇目棘茄魚亞目夢角鮟鱇科的其中一種。分布於北大西洋區，包括冰島及馬德拉群島海域，屬深海魚類，棲息深度約0至1800公尺，體長可達13.7公分。

## 扩展阅读
維基物種上的相關：多絲夢角鮟鱇